# Elettrificazioni a terza rotaia delle Ferrovie dello Stato
Le elettrificazioni a terza rotaia delle Ferrovie dello Stato furono due: quella delle linee varesine e quella della "metropolitana" FS di Napoli.

## Premessa
La Commissione Nicoli-Grismayer, insediatasi nel 1897 per studiare diversi sistemi di elettrificazione da introdursi sulle reti delle Strade Ferrate Italiane, avallò le seguenti proposte avanzate dalle società esercenti:
- la Società italiana per le strade ferrate meridionali, esercente la Rete Adriatica, avrebbe introdotto un servizio con elettromotrici ad accumulatori sulla linea Modena-Bologna, e avrebbe elettrificato la ferrovia della Valtellina a corrente alternata trifase, con presa di corrente da linea aerea;
- la Società per le Strade Ferrate del Mediterraneo, esercente la Rete Mediterranea, avrebbe introdotto un servizio con elettromotrici ad accumulatori sulla linea Milano-Monza, e avrebbe elettrificato la ferrovia Roma-Frascati a corrente continua, con presa di corrente da terza rotaia.

La linea della Rete Mediterranea prescelta per l'elettrificazione a terza rotaia fu mutata quasi subito nella Milano-Varese, più utile all'esperimento perché più lunga e percorsa da treni di categoria superiore.
Per mettere in pratica il progetto, la Mediterranea si rivolse alla General Electric statunitense, che già aveva curato l'elettrificazione di molte linee nordamericane; in Europa vi era un solo esempio simile, la linea francese Parigi-Orléans, anch'essa elettrificata dalla General Electric nel 1899.

## L'elettrificazione della linea Milano-Varese

Mappa delle "Ferrovie Varesine" elettrificate a terza rotaia

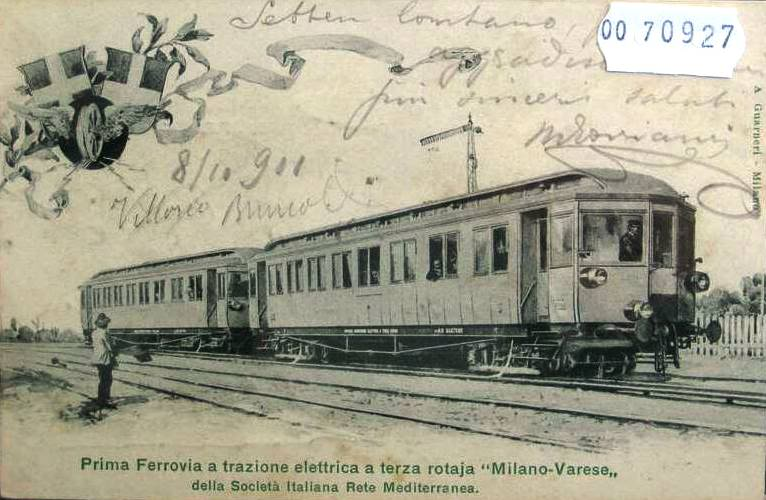
Cartolina commemorativa dell'inaugurazione dell'esercizio a trazione elettrica (1901)

L'elettrificazione a terza rotaia della linea Milano-Varese, parte della Rete Mediterranea gestita dalla Società per le Strade Ferrate del Mediterraneo, venne attivata il 14 ottobre 1901; per l'esercizio vennero costruite 20 elettromotrici, numerate da 5111 a 5130, e altrettante rimorchiate.
Inizialmente venivano effettuate 7 coppie di treni, salite già il successivo 20 novembre a 32 fra Milano e Gallarate e 23 fra Gallarate e Varese, sostituendo quasi completamente la trazione a vapore, rimasta in uso solo per i treni merci, a causa della mancanza di locomotive elettriche. Il 15 giugno dell'anno successivo venne elettrificata anche la linea Varese-Porto Ceresio, portando la lunghezza totale dell'elettrificazione a 72,6 km.
Il complesso delle tratte elettrificate era noto come "Linee Varesine". Il capolinea milanese era posto nel fascio ovest della vecchia stazione centrale, mantenuto "provvisoriamente" in esercizio anche dopo la chiusura della stazione nel 1931, con il nuovo nome di Milano Porta Nuova.
Nel 1905 l'esercizio delle linee varesine passò alle neo-costituite Ferrovie dello Stato; tuttavia dal 1908 al 1918 la tratta Varese-Porto Ceresio tornò ad essere esercita dalla Società per le Strade Ferrate del Mediterraneo (con materiale rotabile noleggiato dalle FS).
A partire dal 1912, sulla tratta da Milano a Gallarate vennero effettuati a trazione elettrica anche i treni diretti ad Arona e Domodossola (fra cui i treni internazionali del Sempione), trainati dalle nuove locomotive E.320.
Nel 1942 la stazione di Milano Porta Nuova venne elettrificata anche col sistema a 3 kV e alimentazione da linea aerea, sovrapponendo gli impianti all'esistente terza rotaia; era infatti in previsione l'elettrificazione con tale sistema dell'intera linea Milano-Domodossola, attivata dopo la fine del conflitto, il 4 maggio 1947. Dopo tale data, pertanto, sulla tratta Milano-Gallarate coesistevano entrambi i sistemi.
L'elettrificazione a linea aerea venne attivata anche da Gallarate a Porto Ceresio il 4 aprile 1949, mantenendo però anche la terza rotaia in attesa della totale conversione del materiale rotabile. La terza rotaia delle linee varesine rimase in opera fino al 24 marzo 1951.

### Tecnica
Il sistema di elettrificazione era costituito di una terza rotaia laterale, dal peso di 45 kg/m, avente sezione di 5750 mm²; la rotaia era posta a 645 mm dalla rotaia di corsa, ad un'altezza di 143 mm dal piano del ferro.
La presa di corrente era costituita da pattini in ghisa, posti sui carrelli delle elettromotrici, che strisciavano per gravità lungo il lato superiore della rotaia.
In corrispondenza delle stazioni e dei passaggi a livello, la terza rotaia era protetta superiormente da una struttura di assi in legno.
L'alimentazione era inizialmente fornita dalla centrale idroelettrica di Tornavento, e convertita alla tensione di linea dalle sottostazioni di Musocco, Parabiago e Gazzada. Nel 1911-12 il sistema venne completamente ridisegnato, con la sostituzione delle tre sottostazioni originarie con altre otto, site a Milano Bovisa, Rho, Parabiago, Busto Arsizio, Gallarate, Albizzate, Gazzada e Bisuschio; l'energia era prodotta dalla centrale idroelettrica di Varzo.

## La "metropolitana FS" di Napoli

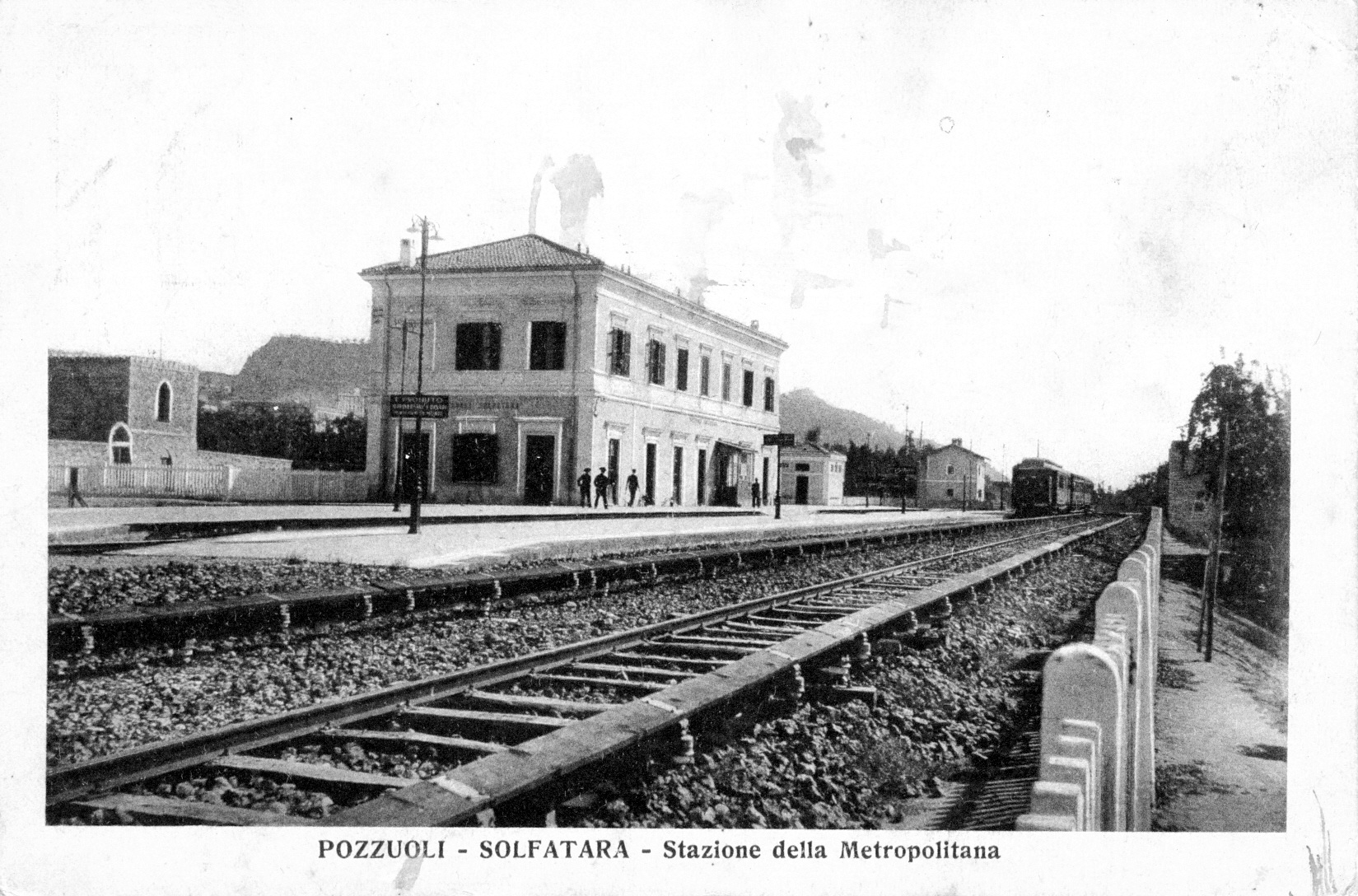
La stazione di Pozzuoli Solfatara. In evidenza la terza rotaia

Dopo le positive esperienze sulle linee varesine, le Ferrovie dello Stato decisero di elettrificare a terza rotaia anche la cosiddetta "metropolitana FS" di Napoli, ovvero il tratto di penetrazione urbana della direttissima Roma-Napoli, che comprendeva tre stazioni sotterranee.
La linea fu attivata nella sua tratta iniziale (da Pozzuoli Solfatara a Napoli Piazza Garibaldi) il 20 settembre 1925, mentre l'intera linea Roma-Napoli fu completata il 28 ottobre 1927; in tale data l'esercizio a trazione elettrica venne esteso da Pozzuoli a Villa Literno e da Piazza Garibaldi a Gianturco, per una lunghezza complessiva di 37,4 km.
L'elettrificazione a terza rotaia venne sostituita dal sistema a corrente continua a tensione di 3 kV e alimentazione a catenaria nell'ottobre 1935, in occasione dell'elettrificazione con tale sistema dell'intera linea Roma-Napoli.